# Райли, Шарлотта
Шарло́тта Райли (англ. Charlotte Riley, род. 29 декабря 1981, Гриндон) — британская актриса. Наиболее известна своими ролями в «Лёгком поведении» и в образе Кэтрин Эрншо в вышедшей в мировой прокат 18 января 2009 года телеверсии ITV «Грозовой перевал» по одноимённому роману Эмили Бронте.

## Биография
Райли родом из деревни Гриндон графства Дарем. С девятилетнего возраста до 18 лет она посещала школу Teesside. Затем с 2000 до 2003 года она была членом сообщества св. Катберта в Даремском университете, который окончила по специальности английский язык и лингвистика; также с 2005 до 2007 года она посещала Лондонскую академию музыкального и драматического искусства.

## Карьера
В 2004 году Райли завоевала награду от «Sunday Times» за свою игру в «Shaking Cecilia».

## Личная жизнь
С 4 июля 2014 года Райли замужем за актёром Томом Харди, с которым она встречалась пять лет до их свадьбы. Они познакомились и начали встречаться во время работы над телесериалом "Грозовой перевал". У супругов два сына: Лео Харди (род. в октябре 2015) и Форрест Харди (род. в декабре 2018). Также у неё есть пасынок — Луи Томас Харди (род. 2008).
В настоящее время супруги живут в Лондоне.

## Фильмография
- 2022: «Периферийные устройства» — Аэлита
- 2018: «Траст»
- 2018: «Пресса» — Холли Эванс
- 2017: «Король Карл III» — Кейт
- 2016: «Близко к врагу» — Рэйчел Ломбард
- 2016: «Падение Лондона»
- 2015: «Джонатан Стрендж и мистер Норрелл» — Арабелла
- 2015: «В сердце моря»
- 2014: «Грань будущего»
- 2014: «Острые козырьки» — Мэй Карлтон
- 2012: «Мир без конца» — Керис
- 2012: «Городок» — Элис
- 2009: «Marple: The Mirror Crack’d from Side to Side» — Марго Бенс
- 2009: «Spanish Flu: The Forgotten Fallen» — Пегги Литтон
- 2009: «Прикуп» — Мэгги Саммерс (4 серии)
- 2009: «Грозовой перевал» (двухсерийный телефильм) — Кэтрин Эрншо
- 2008: «Лёгкое поведение» — Сара Хёрст
- 2008: «Инспектор Джордж Джентли» — Кармел О’Шонесси (2 серии)
- 2008: «Survey No. 257» — Эмма
- 2007: «Holby City» — Таня Касэн (в серии «Someone to Watch Over Me»)
- 2007: «Grownups» — Хлоя (в серии «Send»)